# 쇼와 유신
쇼와 유신(일본어: 昭和維新, しょうわいしん 쇼와이신[*])은 1930년대 쇼와 전기 일본에서 일어난 혁명 사상을 가리키는 정치용어이다. 1920년대에서 1930년대 전반간 일본은 전후 공황과 세계대공황으로 말미암은 경제 악화, 배일이민법이나 장쭤린 폭살 사건을 위시한 대외상 불안전화로 말미암은 군부 급진 세력이나 우익 단체를 중심으로 메이지 유신 "정신" 부흥과 일본 천황 친정을 주장하는 목소리가 급속도로 높아졌다. 특히 이 사람들은 정쟁을 반복하는 정당 정치를 두고 천황을 실제 정치에서 차단시켜 나라를 그릇된 방향으로 지도한다면서 적개심을 표현한 결과 5·15 사건, 2·26 사건 이 발생하였다. "쇼와 유신 실현"을 주장하는 우익 세력으로 말미암아 여러 사건이 일어났으나 사건을 일으킨 후 구체 계획까지 실행하지는 않았다. 일례로 2·26 사건을 일으킨 청년 장교들도 고쿄를 점거하고 천황에게 친정을 강요한 이후는 계획하지 않았었다. 쇼와 유신 사상은 제2차세계대전 이후 "우측에서 시작된 변혁"을 주장하는 민족파 청년 우익 단체 기본 노선이자 방침이 되었다.

## 참고 문헌
- 하시가와 분조 , 《쇼와 유신 시론》, 아사히 센쇼 (1993년), 지쿠마 학예 문고 (2007년)
- 다카하시 쇼에이, 《2·26 사건 "쇼와 유신"의 사상과 행동》, 주코 신쇼 증보판 (1994년)
- 《2·26 사건과 쇼와 유신》 (별책역사독본), 신인물왕래사 (1997년)

## 같이 보기
- 황도파
- 5. 15 사건
- 2·26 사건
- 혈맹단 사건
- 기타 잇키
- 니시다 미쓰기
- 다치바나 고자부로
- 오카와 슈메이
- 아라키 사다오
- 하시모토 긴고로
- 이노우에 닛쇼
- 이시하라 간지
- 마사키 진자부로
- 마쓰에 소요 사건